# Bertil Rasin
Bertil Gunnar Rasin, född 3 juli 1920 i Göteborg, död 22 maj 1998, var en svensk arkitekt. 
Rasin, som var son till överlärare Hjalmar Larsson och Elsa Rasin, utexaminerades från Chalmers tekniska högskola 1946. Han innehade diverse anställningar 1946–1952, var biträdande länsarkitekt i Kristianstads län 1952–1958, anställd på stadsplanekontoret i Göteborg 1958–1961 och länsarkitekt i Kristianstads län 1961–1979.